# Будьонний Семен Михайлович
Семе́н Миха́йлович Будьо́нний (13 (25) квітня 1883, Платовська, Калмицька округа, Область війська Донського, Російська імперія — 26 жовтня 1973, Москва, РРФСР, СРСР) — радянський воєначальник, політичний та державний діяч. Один з перших п'яти Маршалів СРСР (1935). Голова Товариства радянсько-монгольської дружби. Повний Георгіївський кавалер, один з трьох тричі Героїв СРСР. Член ЦК КПРС в 1939—1952 роках (кандидат у 1934—1939 і 1952—1973 роках). Депутат Верховної Ради СРСР 1—8-го скликань.
Брав участь у збройній інтервенції в Україну 1917—1921 років, а також польсько-радянській війні (1920). Учасник громадянської війни в Росії та німецько-радянської війни.

## Походження
Народився на хуторі Козюрін станиці Платовська Області війська Донського Російської імперії (нині станиця Будьонівська Ростовської області Росії) 25 квітня, а за старим стилем 13 квітня 1883 року, в багатодітній родині селянина-батрака, із верстви так званих «хохлів» або «іногородніх», як їх називали в Області Війська Донського.
Батько — Михайло Іванович Будьонний (1862—1919). Предки і з боку батька, і з боку матері мали українське коріння. Так, його дід з боку батька, приписний селянин слободи Харківської Бирюченського повіту Воронізької губернії, змушений був залишити рідні місця невдовзі після скасування кріпаччини (1860-ті) і перебратись на Дон, але і тут сім'ю чекали біда, непосильна праця і злидні. 
Мати — Меланія Микитівна Ємченко (1859—1944), приписна селянка з колишніх кріпаків слободи Великої Орловки.
Цікаво, що прізвище Буденний зафіксоване і серед нащадків селян у Баришівському районі Київської області (Переяславський полк Держави Війська Запорізького)[джерело?].

## Дитячі та юнацькі роки
З 1893 по 1903 рік наймитував у заможного селянина Яцкіна, поміщиків Королькова та Жеребкуга в Області війська Донського.

## Військова кар'єра

### Початок служби
Почав службу в царській російській армії в 1903 році в козацькому полку. Служив строкову службу в Усурійській кінній бригаді Приморського драгунського полку, там же залишився на надстрокову.
Брав участь у російський-японській війні у складі 26-го Донського козацького полку в Маньчжурії.
У 1907 — як найкращий наїзник полку, відправлений до Петербурга, у Вищу кавалерійську офіцерську школу на річні курси для нижчих чинів, які закінчив у 1908 році. До 1914 року продовжував служити унтер-офіцером у Приморському драгунському полку в урочищі Новокиївське Приморської області та місті Хабаровську.

### Перша світова війна
Воював на фронтах Першої світової війни (1914—1918), був старшим унтер-офіцером 18-го Северського короля данського Хрістіана IX драгунського полку на німецькому, австрійському і кавказькому фронтах, був нагороджений за хоробрість царськими Георгіївськими хрестами чотирьох ступенів і чотирма медалями. Був кілька разів поранений.
Першого Георгіївського хреста 4-го ступеня був позбавлений судом за рукоприкладство до старшого рангом. Знову отримав хрест 4-го ступеня на турецькому фронті, в кінці 1914 року. Хрест 3-го ступеня отримав в січні 1916 року за участь в атаках під Менделіджем. У березні 1916 року Будьонний нагороджений хрестом 2-го ступеня. У липні 1916 року він отримав Георгіївський хрест 1-го ступеня, за те, що з чотирма товаришами привів 7 турецьких солдатів.

### Громадянська війна
Влітку 1917 разом з Кавказькою дивізією прибув до Мінська, де був вибраний головою полкового комітету і заступником голови дивізійного комітету. У серпні 1917 року брав участь в керівництві роззброєнням ешелонів корніловських військ в Орші. Після Жовтневого перевороту повернувся на Дон, в станицю Платовську, де був вибраний членом виконавчого комітету Сальської окружної Ради і призначений завідувачем окружного земельного відділу.
У роки Громадянської війни в Росії в лютому 1918 року Будьонний створив власний кінний загін, що діяв проти білогвардійців на Дону. Цей загін згодом переріс у полк, бригаду, а потім в кавалерійську дивізію, що впроваджувала режим більшовиків під Царицином у 1918 — на початку 1919 року. Член РКП(б) з березня 1919 року.
У другій половині червня 1919 року в Червоній армії було створено перше велике кавалерійське з'єднання — Кінний корпус під командуванням Будьонного, що зіграв у серпні 1919 року вирішальну роль в розгромі у верхів'ях Дону основних сил Кавказької армії генерала Врангеля, У Воронезько-Касторненськой операції 1919 року разом з дивізіями 8-ї армії здобув перемогу над козацьким корпусом генерала К. К. Мамонтова та козацьким корпусом українського походження під командуванням генерала А. Г. Шкуро. Частини корпусу Будьоного зайняли місто Вороніж, закривши 100-кілометровий пролом в позиціях військ Червоної Армії від наступу білих на Москву, зайняту більшовиками.
19 листопада 1919 року командування Південного фронту підписало наказ про перейменування Кінного корпусу в Першу кінну армію. Командувачем цієї армії був призначений Будьонний. Перша кінна армія, якою він керував до жовтня 1923 року, зіграла важливу роль у встановленні більшовицького режиму на території України під час радянсько-української війни 1917—1921рр. Після перемог над військами Денікіна у Криму і Врангеля у Північній Таврії, армія Будьонного була розгромлена в боях з армією Пілсудського в польсько-радянській війні. Під час відступу Першої Кінної армії, її підрозділи займалися погромами в Україні, за що близько 200 червоноармійців було розстріляно.

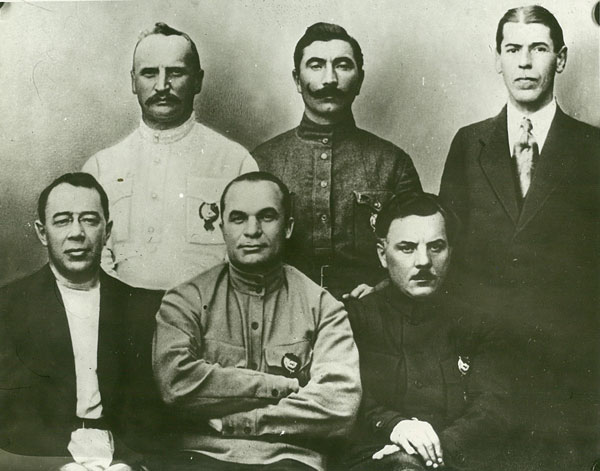
Група командувачів.
Сидять: член Реввійськради Республіки С. І. Гусєв, командуючий військами Південно-Західнно-Західного фронту О. І. Єгоров, член Реввійськради 1-ї Кінної армії К. Є. Ворошилов.
Стоять: начальник штабу Південно-Західного фронту М. М. Петін, командуючий 1-ю кінною армією С. М. Будьонний, начальник оперативного управління Польового штабу Реввійськради Республіки Б. М. Шапошников. 1921 рік

## Міжвоєнний період
У 1921—1923 роках — член Революційної військової ради, а потім заступник командувача військ Північно-Кавказького військового округу. Провів велику роботу з організації і керівництва кінними заводами, які в результаті багаторічної роботи вивели нові породи коней — будьонівську і терську.
У 1923 році Будьонний став «хрещеним батьком» Чеченської автономної області: надівши шапку бухарського еміра, з червоною стрічкою через плече, він приїхав у Урус-Мартан і за декретом ВЦВКа оголосив Чечню автономною областю.
З серпня 1923 по квітень 1924 року — помічник головнокомандувача Червоній Армії з кавалерії. У квітні 1924 — червні 1937 року — інспектор кавалерії Червоної армії, член РВР СРСР та начальник Головного управління конярства «Головконупр».
У 1932 році закінчив Військову академію імені Фрунзе.
22 вересня 1935 року «о проходженні служби командним і начальницьким складом Червоної армії» були запроваджені персональні військові звання. У листопаді 1935 року ЦВК та Раднарком СРСР присвоїли п'яти найбільшим радянським воєначальникам нове військове звання «Маршал Радянського Союзу». У їх числі був Будьонний.
На лютнево-березневому (1937) пленумі ЦК РСДРП при обговоренні питання про М. І. Бухаріна і А. І. Рикова виступив за їх виключення з партії, «віддання під суд і розстріл», в травні 1937 при опитуванні про виключення з партії М. М. Тухачевського і Я. Є. Рудзутака написав: «Безумовно, за. Потрібно цих мерзотників страчувати». Увійшов до складу Спеціальної судової присутності Верховного суду СРСР, яке 11 червня 1937 розглянуло справу так званої «військово-фашистської змови» і засудило воєначальників до розстрілу.
У липні 1937 — серпні 1940 року — командувач військ Московського військового округу. З 1939 року — член Головної військової ради НКО СРСР, заступник народного комісара, з серпня 1940 по 27 серпня 1942 року — перший заступник народного комісара оборони СРСР. Будьонний перебільшував роль кавалерії в майбутній війні, але в той же час виступав за технічне переозброєння армії, ініціював формування кінно-механізованих об'єднань.

## Друга світова війна
Під час німецько-радянської війни входив до складу Ставки Верховного Головнокомандування, командував групою військ армій резерву Ставки (червень 1941 року), командувач 21-ї армії (липень 1941), потім — головнокомандувач військ Південно-західного напряму (10 липня — вересень 1941 року), командувач Резервним фронтом (вересень — жовтень 1941 року), головком військ північно-кавказького напряму (квітень — травень 1942 року), командувач Північно-Кавказьким фронтом (травень — серпень 1942 року).
За наполяганням Будьонного радянське командування влітку 1941 приступило до формування нових кавалерійських дивізій, до кінця року було додатково розгорнено понад 80 кавалерійських дивізій легкого типу. У липні-вересні 1941 року Будьонний був головнокомандуючим Південно-західного напряму (Південно-Західний і Південний фронт), що стояли на шляху німецької атаки на сталінську зону окупації України. Поставлене йому завдання зі стримування ударних сил німецької армії Будьонний провалив. Уже у вересні він відправив телеграму до Ставки з пропозицією відвести війська з-під загрози оточення, за що був усунений з посади головнокомандувача Південно-західним напрямом Сталіном і замінений на Тимошенка. Потім Будьоного призначено командувачем Резервним фронтом (вересень-жовтень 1941), головкомом північно-кавказького напряму (квітень-травень 1942) та командувачем Північно-Кавказьким фронтом (травень-серпень 1942 року).

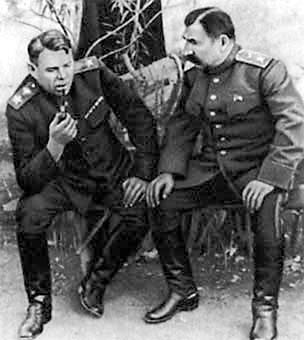
Маршали Радянського Союзу О. М. Василевський та С. М. Будьонний

З 27 серпня 1942 по 20 травня 1943 року — заступник народного комісара оборони СРСР. З 25 січня 1943 по травень 1953 року — командувач кавалерії Радянської армії.
Одночасно в лютому 1947 — травні 1953 року — заступник міністра сільського господарства СРСР із конярства.
З травня 1953 року по вересень 1954 року, після смерті Сталіна, служив інспектором кавалерії Міністерства оборони СРСР. З вересня 1954 року зосередився на виконанні обов'язків члена Президії Верховної Ради СРСР.

## Діяльність
Указами Президії Верховної Ради СРСР від 1 лютого 1958 року, 24 квітня 1963 року і 22 лютого 1968 року удостоєний звання Героя Радянського Союзу.
Член ЦК КПРС в 1939—52 роках (кандидат в 1934—39 роках і 1952—73 роках). Член ВЦВК і ЦВК СРСР. Депутат Верховної Ради СРСР 1—8-го скликань, з 1938 року член Президії Верховної Ради СРСР.
З квітня 1958 року був головою товариства радянсько-монгольської дружби.
Помер на 91-му році життя, 26 жовтня 1973 року в Москві від крововиливу в мозок. Похований на Червоній площі в Москві біля Кремлівської стіни.

## Родина
- Перша дружина — Надія Іванівна Будьонна
- Друга дружина — Ольга Стефанівна Михайлова
- Треття дружина — Марія Василівна Будьонна
- Перший син — Сергій Семенович Будьонний, був військовим, прийшов шлях від курсанта до полковника Головного розвідувального управління Генштабу Зброяних сил СРСР.
  - Онуки — Олексій та Семен
- Донька — Ніна, була дружиною радянського та російського актора Михайла Державіна (1936—2018), другий шлюб за радянського та російського художника Миколу Пономарьова.
  - Онука — Марія Михайлівна Будьонна
    - Правнуки — Петро та Павло Золотарєви
- Другий син — Михайло Семенович Будьонний (1944—2024)
  - Правнука — Анастасія Михайлівна Будьонна (1968—2012), дружина прессекретаря Президента РФ Дмитра Пєскова.

## Нагороди
Російська імперія
- Георгіївським хрестом чотирьох ступенів (повний бант)
- Георгіївською медаллю чотирьох ступенів (повний бант).

 СРСР
- Герой Радянського Союзу 
  
  1. 1 лютого 1958 № 10827
  2. 24 квітня 1963 № 45
  3. 22 лютого 1968 г. № 4
- орден Леніна
  1. 23 лютого 1935 № 881
  2. 17 листопада 1939 г. № 2376
  3. 24 квітня 1943 № 13136
  4. 21 лютого 1945 № 24441
  5. 24 квітня 1953 № 257292
  6. 1 лютого 1958 № 348750
  7. 24 квітня 1958 № 371649
  8. 24 квітня 1973,
- орден Червоного Прапора
  1. 29 березня 1918 № 4150
  2. 13 березня 1919 № 390/2
  3. 22 лютого 1923 № 100/3
  4. 8 січня 1930 № 42/4
  5. 3 листопада 1944 № 2/5
  6. 24 червня 1948 № 299579
- орден Суворова I-го ступеня
  1. 22 лютого 1944 № 123

  - Орден Червоного Прапора Азербайджанської РСР (29 листопада 1929),
  - Орден Трудового Червоного Прапора Узбецької РСР (19 січня 1930).
- Почесна зброя
  1. Почесна революційна зброя — шашка з орденом Червоного Прапора на ефесі (20 листопада 1919),
  2. Почесна революційна зброя — пістолет (маузер) з орденом Червоного Прапора на руків'ї (01.1921),
  3. Почесна зброя із золотим зображенням Державного герба СРСР (22 лютого 1968)

Медалі
- - Медаль «В ознаменування 100-річчя з дня народження Володимира Ілліча Леніна»
  -  Медаль «За оборону Москви»
  -  Медаль «За оборону Одеси»
  -  Медаль «За оборону Севастополя»
  -  Медаль «За оборону Кавказу»
  -  Медаль «За перемогу над Німеччиною у Великій Вітчизняній війні 1941—1945»
  -  Медаль «Двадцять років перемоги у Великій Вітчизняній війні 1941—1945»
  -  Медаль «XX років Робітничо-Селянській Червоній Армії»
  -  Медаль «30 років Радянській Армії та Флоту»
  -  Медаль «40 років Збройних Сил СРСР»
  -  Медаль «50 років Збройних Сил СРСР»
  -  Медаль «В пам'ять 800-річчя Москви»
  -  Медаль «В пам'ять 250-річчя Ленінграда»

 Монголія
- -  орден Сухе-Батора (2)
  - орден Бойового Червоного Прапора 1-го ступеня (1936)